# Teresa Lleal Galceran
Maria Teresa Lleal Galceran (Badalona, 1940-1988) fou una mestra, promotora de l'escola activa o nova, i activista veïnal i feminista catalana. Impulsora de l'escola activa, va ser cofundadora de l'Escola Gitanjali i va dedicar-se tota la seva vida a la tasca educativa. Estigué també relacionada amb la lluita veïnal al barri del Centre de Badalona. Germana de Coloma Lleal Galceran.

## Biografia
Nascuda el 1940 al barri del Centre de Badalona, en el si d'una família nombrosa amb relació amb el mar, el seu pare era capità de la marina mercant. Lleal va estudiar per a mestra i als anys seixanta va ser cofundadora, amb tres amigues seves, de l'Escola Gitanjali, un exemple d'escola activa, que en arribar la democràcia va passar a ser pública.
Als anys setanta va iniciar, en els locals de la parròquia, l'ensenyament del català al barri de la Morera. La dedicació li va permetre fer realitat el desig de formació de moltes dones a l'entorn d'un espai genuí de mobilització femenina: les escoles d'adults. Treballà a Badalona fins que va ser destinada a Santa Coloma de Gramenet.
A partir de 1976, va participar activament en la creació de l'Associació de Veïns i Veïnes del Centre i en les seves mobilitzacions. Lleal també estigué vinculada amb l'Escola de Mestres Rosa Sensat. Fou una persona de referència en temes educatius i va crear nous espais de reflexió per posar en pràctica una manera diferent d'educar. Així, va promoure grups de mestres amb relació a l'escola activa a Badalona, i a més, va promoure l'Escola de Natura, dedicada a la pedagoga i especialista en ciències naturals Angeleta Ferrer i Sensat. Les dones amb qui es relacionava van participar en moltes de les reivindicacions veïnals i feministes del moment, però atès l'horitzó d'igualtat dominant no van considerar necessari crear espais de dones.
Es va casar el 1962 amb el polític Màrius Díaz i Bielsa, que arribaria a ser alcalde de Badalona. Als anys vuitanta, quan els tres fills i la filla que havia tingut eren prou grans, es va llicenciar en geografia i va marxar de cooperant a Nicaragua on va crear una llar d'infants a Ocotal, que actualment porta el seu nom. Va morir l'any 1988. El curs 2002-2003, commemorant el 40è aniversari de la fundació de l'escola, el CEIP Gitanjali va homenatjar a les quatre mestres fundadores, en especial a Teresa Lleal. El 2006 l'AVV del Centre la va homenatjar.